# Hiroyuki Kawai

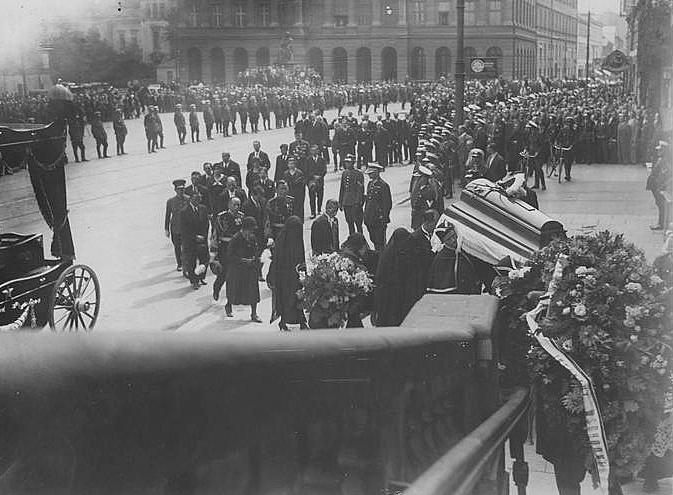
Pogrzeb Hiroyukiego Kawai (17 sierpnia 1933)

Hiroyuki Franciszek Kawai (jap. 河合 博之 Kawai Hiroyuki; ur. 1883 w Odawarze, zm. 14 sierpnia 1933 w Otwocku) – japoński dyplomata.

## Życiorys
Urodził się w 1883 w mieście Odawara. Ukończył szkołę średnią w Tokio oraz w 1908 studia prawa na Wydziale Prawa Uniwersytetu Tokijskiego. Następnie studiował prawo, języki obce i ekonomię polityczną na uniwersytecie w Lyonie. 
Podjął pracę w japońskiej służbie dyplomatycznej. Od 1910 był attaché ambasady Japonii w Paryżu, od 1913 attaché ambasady Japonii w Petersburgu, od 1914 trzeci sekretarz poselstwa Japonii w Bernie. Po zakończeniu I wojny światowej pełnił funkcję attaché przy delegacji japońskiej podczas konferencji pokojowej w Paryżu 1919–1920. Później od 1920 był pierwszym sekretarzem ambasady Japonii w Paryżu. 
Od 1921 pracował w ojczyźnie na stanowisku szefa III sekcji (wydziału) Departamentu Traktatów w Ministerstwie Spraw Zagranicznych. Później ponownie został skierowany do Europy, od 1923 pełniąc funkcję radcy ambasady Japonii w Brukseli. Od 1926 do jesieni 1930 pełnił stanowisko radcy ambasady Japonii w Paryżu. Do tego czasu w ramach swojej pracy brał udział w licznych kongresach i konferencjach międzynarodowych. 
W grudniu 1930 został mianowany posłem nadzwyczajnym i ministrem pełnomocnym Japonii w Polsce, w miejsce dotychczas sprawującego to stanowisko posła Hajime Matsushimy. Po wypoczynku w Japonii 25 czerwca 1931 przybył do Warszawy (podróżował Koleją Transsyberyjską), przejmując poselstwo Japonii w Polsce od chargé d’affaires Watanabe. 1 lipca 1931 na uroczystej audiencji w Zamku Królewskim w Warszawie złożył listy uwierzytelniające na ręce prezydenta RP Ignacego Mościckiego. Urzędował w siedzibie poselstwa Japonii, pałacu Marii Przeździeckiej przy ulicy Foksal 10. W styczniu 1932 został jednym z dwóch japońskich delegatów na konferencję reparacyjną. Na początku stycznia 1933 jako delegat rządu japońskiego wyjechał do Genewy celem przygotowania konferencji ekonomiczno-finansowej. Władał czterema językami europejskimi. Z uwagi na swoje doświadczenie i wiedzę zajmował wysoką pozycję w kołach dyplomatycznych II Rzeczypospolitej. Był również powszechnie szanowany i darzony sympatią. Udzielał się w działalności Towarzystwa Polsko-Japońskiego.
Zmarł wieczorem 14 sierpnia 1933 w sanatorium w Otwocku po niespełna dziewięciu miesiącach zmagania z gruźlicą (pierwotnie zachorował na grypę w trakcie posiedzeń komisji przygotowawczej do konferencji ekonomicznej w Londynie, które odbywały się w Genewie od jesieni 1932, po czym wskutek komplikacji stopniowo podupadał na zdrowiu). Pogrzeb odbył się 17 sierpnia 1933 w Warszawie. Po przewiezieniu trumny z ciałem z siedziby poselstwa japońskiego przy ul. Foksal (konduktem kierował ks. Jan Kanty Lorek) oraz mszy świętej odprawionej w kościele św. Krzyża w Warszawie przez abp. Stanisława Galla i egzekwiach poczynionych przez nuncjusza apostolskiego abp. Francesco Marmaggiego, został pochowany tymczasowo w katakumbach na cmentarzu Powązkowskim w Warszawie, gdzie zwłoki miały pozostać do czasu przewiezienia ich do Japonii. W pogrzebie uczestniczyli m.in. premier Janusz Jędrzejewicz, ministrowie rządu tegoż, korpus dyplomatyczny, przedstawiciele władz cywilnych i wojskowych oraz wicedyrektor protokołu dyplomatycznego Rajnold Przezdziecki, który udekorował trumnę Wielką Wstęgą Orderu Odrodzenia Polski, którym poseł został pośmiertnie odznaczony przez prezydenta Mościckiego.
Obowiązki chargé d’affaires w poselstwie Japonii w Polsce po śmierci Hiroyukiego Kawai objął Minoru Hirata, a po nim pod koniec sierpnia 1933 Takeo Kinoshita, zaś na początku września 1933 jako nowy poseł został wyznaczony dr Nobufumi Itō.
14 marca 1935, po mszy świętej odprawionej w przycmentarnym kościele św. Karola Boromeusza trumna z ciałem posła Kawai została przeniesiona z katakumb do nabytego przez poselstwo japońskie grobowca, obecnie znajdującego się w kwaterze 191 na cmentarzu Powązkowskim (kw. 191-5-5/6).

## Prywatnie
Hiroyuki Kawai był żonaty z Cecylią, miał córki: Marię (ur. ok. 1923), Genowefę (ur. ok. 1927) oraz trzecią urodzoną w pierwszej połowie 1933. Zamieszkiwał w podwarszawskim Skolimowie. W ostatnich dniach życia, na początku sierpnia 1933 za sprawą swojej małżonki (która była Japonką i katoliczką) będąc obłożnie chorym w wilii w Skolimowie został odwiedzony przez franciszkanina o. Maksymiliana Kolbego, w tym okresie prowadzącego działalność misyjną w Japonii. Po rozmowie z zakonnikiem otrzymał od niego Cudowny Medalik z wizerunkiem Niepokalanej Maryi. Wkrótce potem, na kilka godzin przed śmiercią 14 sierpnia 1933 nawrócony na wiarę katolicką Kawai na własną prośbę przyjął chrzest święty z rąk nuncjusza apostolskiego abp. Francesco Marmaggiego, jednocześnie przyjmując imię Franciszek, a także został mu udzielony sakrament namaszczenia chorych. Został pochowany jako „Franciszek Kawai” i tak był tytułowany w przesłanych kondolencjach od papieża Piusa XI, przekazanych do nuncjusza Marmaggiego za pośrednictwem kard. Eugenio Pacelliego. Na nagrobku w kwaterze 191 cmentarza Powązkowskiego widnieje tożsamość „Hiroyuki Franciszek Kawai”.
Sprawa przejścia Japończyka na katolicyzm odbiła się szerokim echem w polskim społeczeństwie. Po śmierci posła jego żona przekazała kwoty pieniężne na cele społeczne w Warszawie. Niespełna miesiąc później, na początku września 1933 ochrzczone w wierze katolickiej zostały także matka posła, Narahara, oraz służąca, zaś córki Maria i Genowefa przyjęły pierwszą komunię świętą. 17 września 1933 wdowa po pośle Kawai wraz z rodziną opuściła Warszawę i wyjechała do Rzymu. Tam 26 października 1933 wraz z dziećmi została przyjęta na audiencji przez papieża Piusa XI.
Nawrócenie posła Kawai było także szeroko komentowane w prasie w Japonii, zaś po przybyciu tam po raz kolejny na misję o. Maksymilian Kolbe wraz ze współbratem zakonnym o. Kornelem Czuprykiem 4 października 1933 złożyli wizytę biskupowi archidiecezji Nagasaki J.K. Hayasace, który był zainteresowany tą sprawą.

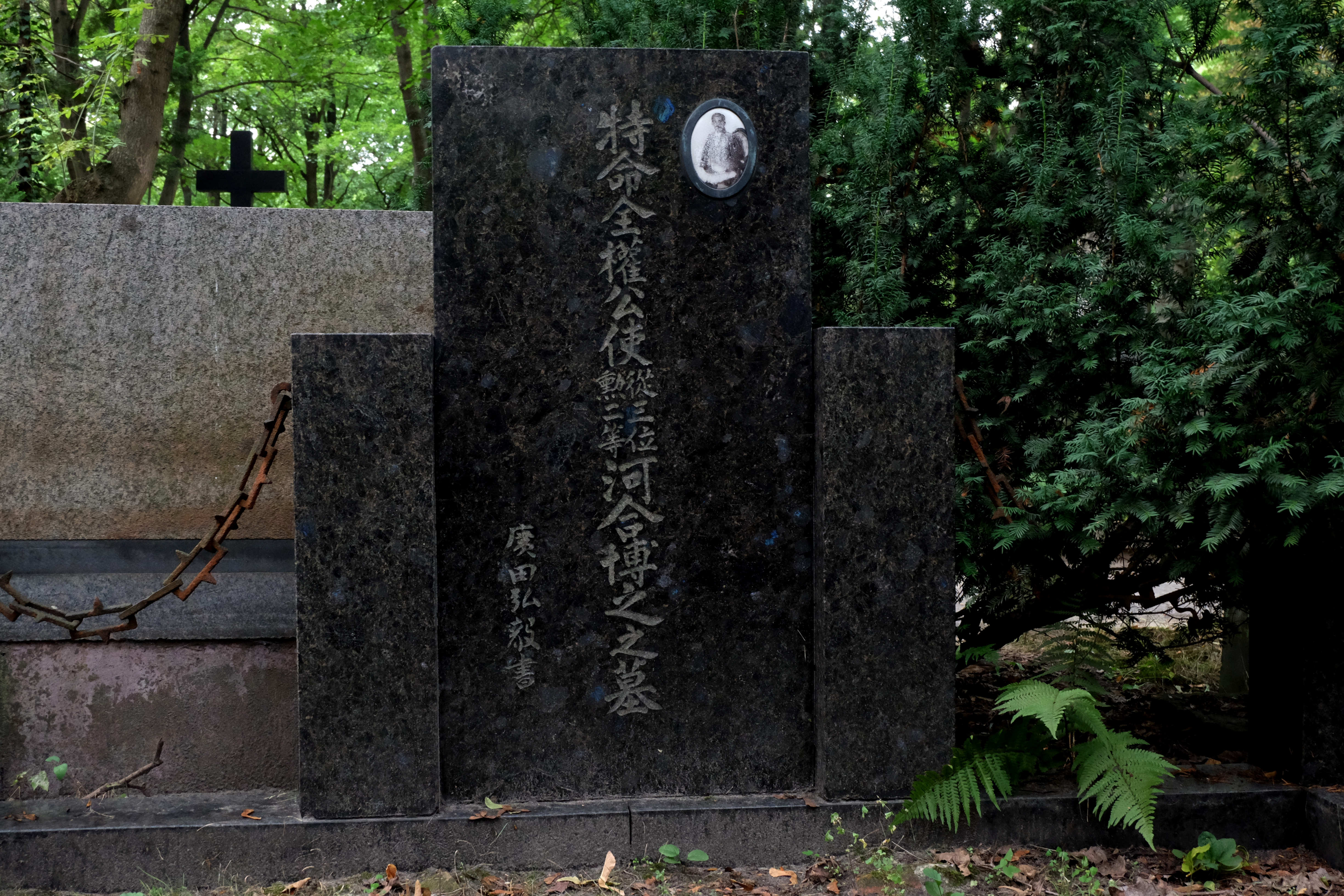
Grób Hiroyukiego Kawai na cmentarzu Powązkowskim w Warszawie

W związku z przyjęciem na łożu śmierci katolicyzmu i późniejszym chrześcijańskim pogrzebem, ukazało się szereg krytycznych informacji i zarzutów na łamach wydania numeru 30 czasopisma „Wolnomyśliciel Polski” z 10 września 1933 (dotyczyły rzekomego udzielenia chrztu św. już nieprzytomnemu posłowi Kawai oraz rzekomemu zarobkowi parafii w kwocie 5000 zł za pogrzeb – w rzeczywistości Kawai był świadomy przy udzielaniu sakramentu, a parafia otrzymała za pogrzeb 300 zł), które wkrótce zostały sprostowane przez Katolicką Agencję Informacyjną, zaś po złożeniu w sądzie przez proboszcza parafii Świętego Krzyża w Warszawie ks. Jana Kantego Lorka pozwu o zniesławienie parafii, redaktor ww. pisma Maria Jankowska wycofała się z opublikowanych treści i zadeklarowała wydrukowanie sprostowania i publicznych przeprosin. Wobec nieopublikowania sprostowania i przeprosin w czasopiśmie ks. Lorek pod koniec 1934 ponowił sprawę o zniesławienie, w wyniku czego wyrokiem sądu w Warszawie z 27 grudnia 1934 Jankowska została skazana na karę aresztu w wymiarze 6 miesięcy oraz karę grzywny w wysokości 500 zł., zaś wobec okoliczności łagodzących (skazana dotychczas nie była karana, ponadto była odznaczana za działalność niepodległościową) obie kary orzeczono w zawieszeniu na 6 lat.
Przejście na wiarę katolicką posła Kawai nie było jedynym głośnym nawróceniem Japończyków w sferach dyplomatycznych. Na początku 1934 media światowe donosiły o analogicznej konwersji dokonanej przez córkę konsula generalnego Japonii w brazylijskim São Paulo oraz dwie córki ambasadora Japonii w Paryżu, Fusako i Mitsuko Satō.